# 戈姆尼
戈姆尼（法語：Gommegnies，法語發音：[ɡɔmɲi]）是法国上法兰西大区北部省的一个市镇，位于该省东部，属于埃尔普河畔阿韦讷区。

## 地理
戈姆尼（50°16'15"N, 3°42'28"E）面积15.78 平方千米，位于法国上法蘭西大區北部省，该省份为法国最北部的省份及最长的省份，西北濒北海，西接加来海峡省，南至埃纳省和索姆省，东与比利时接壤。
与戈姆尼接壤的市镇（或旧市镇、城区）包括：普勒欧萨尔、维勒罗、弗拉努瓦、洛基尼奥勒。

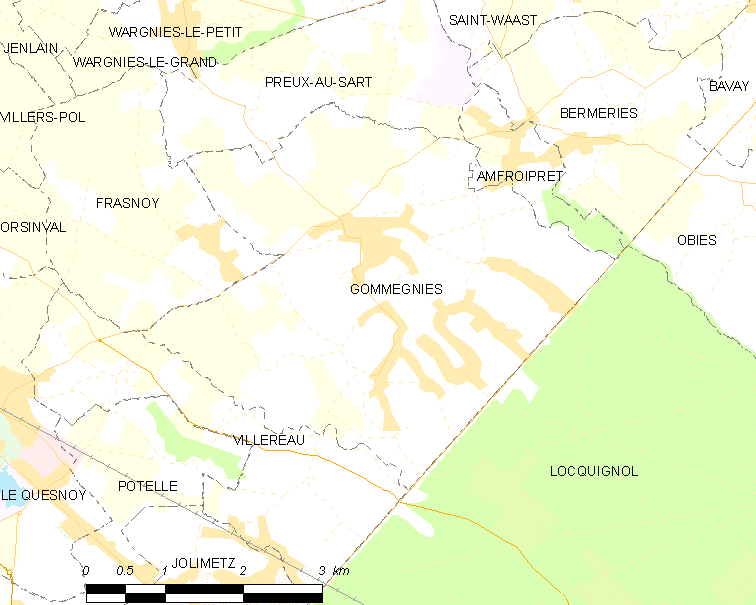
戈姆尼的OSM定位图

戈姆尼的时区为UTC+01:00、UTC+02:00（夏令时）。

## 行政
戈姆尼的邮政编码为59144，INSEE市镇编码为59265。

## 政治
戈姆尼所属的省级选区为欧努瓦-艾姆里县。

## 人口

1962-2008年间戈姆尼人口变化图示

戈姆尼于2022年1月1日时的人口数量为2272人。